# Martin Lewis Perl
Pour les articles homonymes, voir Perl.
Martin Lewis Perl (né le 24 juin 1927 à New York et mort le 30 septembre 2014 à Palo Alto en Californie) est un physicien américain. Il est lauréat de la moitié du prix Nobel de physique de 1995 pour sa découverte du lepton tau.

## Biographie
Ses parents étaient des immigrants venant de la partie polonaise de la Russie. Perl a obtenu en 1948 son diplôme à l'Institut polytechnique de Brooklyn et son doctorat à l'université Columbia en 1955. Il a travaillé à l'université du Michigan puis au Stanford Linear Accelerator Center (SLAC).
Le prix Nobel de physique 1995 a été remis conjointement à Frederick Reines et à Perl « pour des contributions expérimentales pionnières en physique des leptons », Perl recevant la moitié du prix « pour la découverte du lepton tau ». Il a aussi obtenu le prix Wolf en 1982.

## Publications
- Reflections on Experimental Science, World Scientific, 1996
- The discovery of the tau lepton, in Lillian Hoddeson, Laurie Brown, Michael Riordan (coll.) : The Rise of the Standard Model, Cambridge University Press, 1997, p. 79–100